# Cattedrale di San Rocco (Caloocan)
La chiesa di San Rocco (in filippino: Katedral ni San Roque) è un luogo di culto cattolico di Caloocan, nelle Filippine, e cattedrale della diocesi di Kalookan.

## Storia
Il primo edificio era una piccola cappella costruita nel 1765. La chiesa fu eretta in parrocchia l'8 aprile 1815. La costruzione di una chiesa più grande iniziò nel 1819 e fu terminata nel 1847.
Il 10 febbraio 1899, la chiesa fu parzialmente distrutta dalle forze statunitensi durante la guerra filippino-americana. Dopo la guerra, la chiesa venne ricostruita nel 1914.
La chiesa si deteriorò nel corso degli anni e nel 1977 si progettò un nuovo luogo di culto, ma questo piano non si concretizzò e pertanto si ristrutturò l'edificio attuale.
Papa Giovanni Paolo II, con la sua lettera apostolica Quoniam Quaelibet del 28 giugno 2003, eresse la nuova diocesi di Kalookan ed elevò la chiesa a cattedrale.
Il 12 dicembre 2015 la chiesa è stata consacrata ed una reliquia dell'osso di San Rocco è stata portata alla pubblica venerazione in una veglia in preparazione alla dedicazione della cattedrale. La reliquia era un dono di papa Francesco per il 200º anniversario della parrocchia ed è stata depositata sulla mensa dell'altare durante il rito di dedicazione. Il 13 agosto 2017, un'altra reliquia ossea di San Rocco è stata donata alla cattedrale dalla Cappella delle Sacre Reliquie a Cebu.